# Kliment Kolesnikov

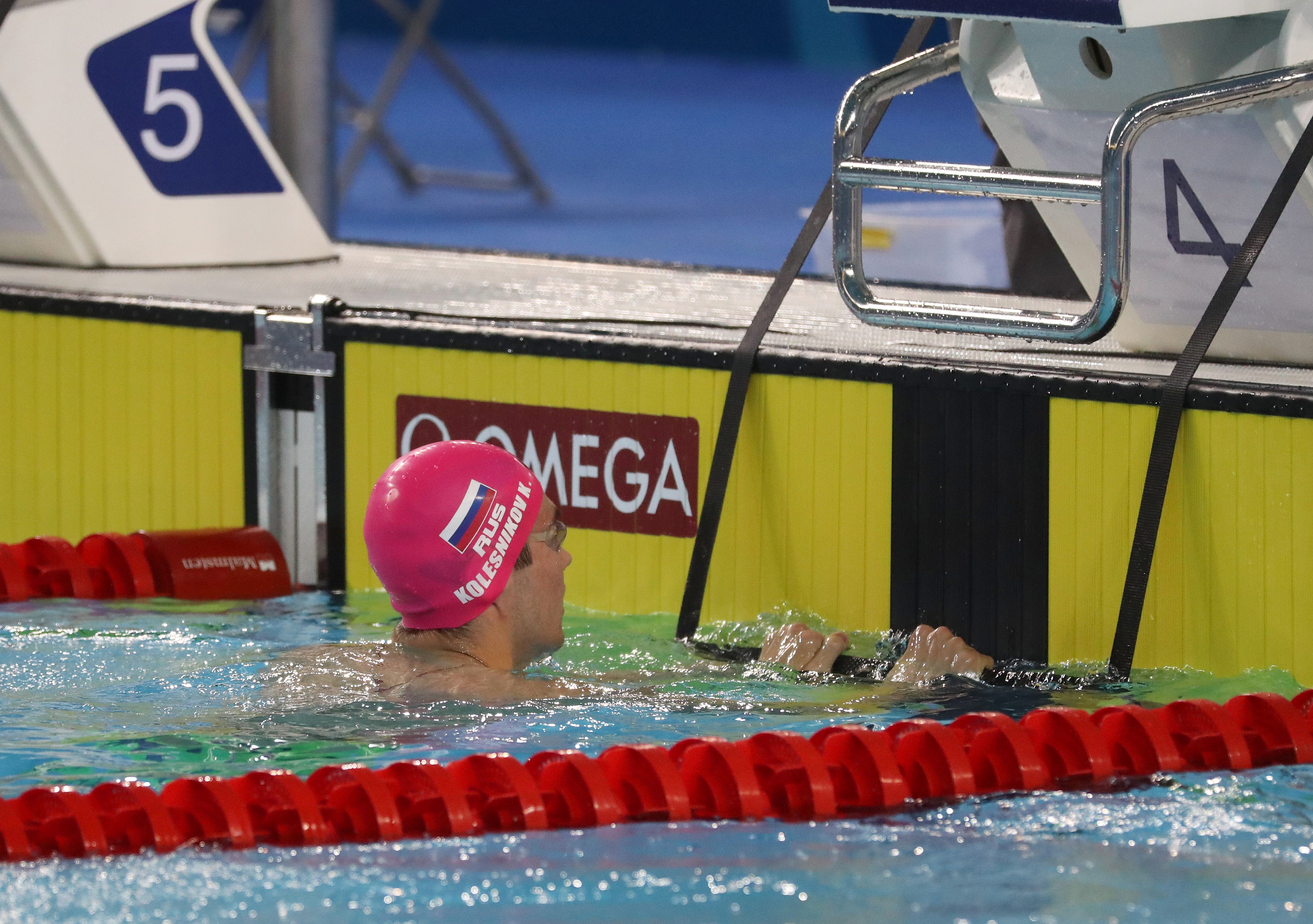
Kliment Kolesnikova en els Jocs Olímpics de la Joventut.

Kliment Andreyevich Kolesnikova (en rus, Климент Андреевич Колесников; Moscou, 9 de juliol de 2000) és un nedador rus. Va debutar en el Mundial de Natació de 2017, on va fer tres curses i batre dos rècords mundials en categoria júnior.
En 2017 va batre un rècord mundial en la categoria 100 metres esquena a la Copa Vladímir Sàlnikov, convertint-se en el primer nedador nascut en el segle XXI en obtindre un rècord mundial en un esdeveniment individual.
Va guanyar un total de sis medalles (3 ors, 2 plates i 1 de bronze) en el Campionat Europeu de Natació de 2018 i va establir un nou rècord mundial en la categoria de 50 metres esquena. També va guanyar sis medalles d'or i una de plata en els Jocs Olímpics de la Joventut de Buenos Aires, Argentina el 2018. En aquests tornejos, Kolesnikova va ser l'elegit per portar la bandera de la delegació Russa.

## Rècords personals
| Esdeveniment  | Piscina | Temps    | Lloc                    | Data             |
| ------------- | ------- | -------- | ----------------------- | ---------------- |
| 50 m esquena  | 50 m    | 24.00    | Glasgow, Regne Unit     | 4 agost 2018     |
| 100 m esquena | 50 m    | 52.53    | Glasgow, Regne Unit     | 8 agost 2018     |
| 200 m esquena | 50 m    | 1: 55.14 | Buenos Aires, Argentina | 28 juliol 2017   |
| 100 m lliures | 50 m    | 48.04    | Buenos Aires, Argentina | 9 octubre 2018   |
| 50 m esquena  | 25 m    | 22.64    | Glasgow, Regne Unit     | 8 desembre 2019  |
| 100 m esquena | 25 m    | 48.58    | Budapest, Hongria       | 21 novembre 2020 |
| 200 m esquena | 25 m    | 1: 48.02 | Copenhaguen, Dinamarca  | 13 desembre 2017 |
| 50 m lliures  | 25 m    | 21.24    | Copenhaguen, Dinamarca  | 13 desembre 2017 |
| 100 m lliures | 25 m    | 46.11    | Sant Petersburg, Rússia | 21 desembre 2018 |
| 200 m lliures | 25 m    | 1: 41.75 | Sant Petersburg, Rússia | 23 desembre 2017 |
| 100 m estils  | 25 m    | 50.63    | Hangzhou, Xina          | 14 desembre 2018 |
| 200 m estils  | 25 m    | 1: 53.36 | Kazan, Rússia           | 20 novembre 2017 |